# Joseph de Crouy-Chanel
Joseph de Crouy-Chanel, dit vicomte de Croy, né le 12 novembre 1871 au château de Monteaux et mort le 9 décembre 1958 au château de Monteaux, est un historien français.

## Biographie

### Famille
Il est le fils Pierre-René de Crouy-Chanel (1828-1906), ambassadeur de France, et d'Annonciade Bernard de Montebise (1840-1918). ll épouse, le 11 septembre 1933 à Saint-Antoine-du-Rocher, l'historienne Geneviève Aclocque (veuve de Louis de Laire d'Espagny), chartiste comme lui.

### Formation et carrière
Il passe les premières années de sa vie à Rome, où son père est diplomate, avant de suivre sa scolarité au collège Saint-Grégoire de Tours. Il est par la suite admis à l'École nationale des chartes, en 1888. Il y obtient en 1892 le diplôme d'archiviste-paléographe grâce à une thèse sur la Chambre des comptes de Blois.
Il préside la Société des sciences et lettres de Loir-et-Cher de 1934 à 1936 et il est membre de la Société de l'histoire de France.

## Publications
- Nouveaux documents pour l'histoire de la création des résidences royales des bords de la Loire : Amboise, Blois, Chambord, jardins du Château de Blois, parc de Chambord (1894)
- Catherine de Médicis et le château de Chaumont (1897)
- Notice historique sur les archives de la Chambre des comptes de Blois (1937)

### Sources
- Jean Martin-Demézil, « Joseph de Croy (1871-1958) », Bibliothèque de l'École des chartes, t. 117,‎ 1959, p. 378-380 (lire en ligne).